# Linia kolejowa Czerniachowsk – Sowieck
Linia kolejowa Czerniachowsk – Sowieck – linia kolejowa w Rosji łącząca stację Czerniachowsk ze stacją Sowieck i z granicą państwową z Litwą. Zarządzana jest przez Kolej Kaliningradzką (część Kolei Rosyjskich).
Linia położona jest w obwodzie królewieckim. Na całej długości jest niezelektryfikowana i jednotorowa.

## Historia
Linia powstała w okresie, gdy Prusy Wschodnie należały do Niemiec. W latach 1945–1991 leżała w Związku Sowieckim. Od 1991 położona jest w Rosji.